# Copa Paz del Chaco
La Copa Paz del Chaco (Coppa Pace del Chaco) è stata una competizione calcistica amichevole disputata a cadenza irregolare tra le squadre nazionali di Bolivia e Paraguay tra il 1957 e il 2011. La Copa conta un totale di 12 edizioni.

## Storia
La competizione fu creata di comune accordo tra le due Federazioni nazionali di Bolivia e Paraguay per celebrare le buone relazioni internazionali tra i due Paesi dopo la Guerra del Chaco (1932-1935). La prima edizione fu disputata nel 1957, e fu l'unica a prevedere più di due partite: furono necessari infatti 4 incontri per definire la vincitrice, che risultò essere la Bolivia. Dal 1962 la Copa si svolse in due partite, talvolta di andata e ritorno, altre volte invece giocate in una sola delle due nazioni. Nel 1979 il trofeo fu vinto dal Paraguay in virtù della regola dei gol fuori casa, ma la Nazionale bianco-rossa decise di cedere il titolo alla Bolivia. Nel 1993 e nel 1995 la vittoria fu decisa ai tiri di rigore. Nel 2003 la Copa non fu disputata dalla selezioni maggiori: la Bolivia schierò una squadra Under-23, mentre il Paraguay mise in campo la sua Under-20. L'ultima edizione è stata disputata nel 2011 ed ha visto la vittoria del Paraguay.

## Edizioni
| Anno | Vincitore     | Risultati                                            |
| ---- | ------------- | ---------------------------------------------------- |
| 1957 | Bolivia       | Paraguay-Bolivia 5-2; 0-1; Bolivia-Paraguay 3-3; 2-1 |
| 1962 | Bolivia       | Bolivia-Paraguay 3-1; 3-2                            |
| 1963 | Paraguay      | Paraguay-Bolivia 3-0; 5-1                            |
| 1977 | Paraguay      | Bolivia-Paraguay 0-1; 2-2                            |
| 1979 | Bolivia       | Bolivia-Paraguay 3-1; Paraguay-Bolivia 2-0           |
| 1980 | Paraguay      | Bolivia-Paraguay 1-1; Paraguay-Bolivia 2-1           |
| 1991 | Paraguay      | Bolivia-Paraguay 0-1; Paraguay-Bolivia 0-0           |
| 1993 | Bolivia       | Paraguay-Bolivia 1-0; Bolivia-Paraguay 2-1 (5-3 dcr) |
| 1995 | Paraguay      | Bolivia-Paraguay 1-1; Paraguay-Bolivia 0-0 (4-3 dcr) |
| 1999 | Bolivia       | Paraguay-Bolivia 3-0                                 |
| 2003 | Paraguay U-20 | Bolivia U23-Paraguay U20 1-3                         |
| 2011 | Paraguay      | Bolivia-Paraguay 0-2; Paraguay-Bolivia 0-0           |

## Albo d'oro
- Paraguay: 8 vittorie (1963, 1977, 1979, 1980, 1991, 1995, 2003, 2011)
- Bolivia: 3 vittorie (1957, 1962, 1993)